# 경주마목장
경주마목장은 경주마를 길러낼 목적으로 특화된 목장이다. 대한민국에서는 한국마사회가 제주, 장수, 원당의 3개소에 각각 특성화된 목장을 운영하고 있다.

## 설립목적
- 경주마 국내 자급을 통한 국적 있는 경마 시행
- 국내산 경주마 생산 확대 및 육성 기능의 강화를 통한 경주마 질적 수준 제고

## 기능
- 씨수말 운영을 통한 생산농가 교배지원
- 경주마 생산농가 기술지도 및 교육
- 경주마목장 시설개방을 통한 민간 육성지원